# 10236 Aayushkaran
10236 Aayushkaran eller 1998 QA93 är en asteroid i huvudbältet som upptäcktes den 28 augusti 1998 av LINEAR i Socorro County, New Mexico. Den är uppkallad efter Aayush Karan.
Asteroiden har en diameter på ungefär 5 kilometer.